# Augsburger Nationalzeitung
Die Augsburger Nationalzeitung erschien von 1931 bis 1945 in Augsburg und war das amtliche Organ der NSDAP im NS-Gau Schwaben.
Die Erstausgabe erschien am 21. Februar 1931 unter dem Titel Neue Nationalzeitung. Im August 1936 erfolgte die Umbenennung in 'Augsburger Nationalzeitung'.
Die Abonnentenzahlen lagen im Juni 1939 bei 25.000, 1940/41 waren es 40.000 und im August 1944 mehr als 45.000.
Die letzte Ausgabe erschien am 26. April 1945.